# Абил, Иолу Джонсон
Иолу Джонсон Абил (англ. Iolu Johnson Abil; род. 1942, Лауанеаи, остров Танна, Новые Гебриды) — политический и государственный деятель Вануату. Был избран и принёс присягу как президент Вануату 2 сентября 2009 года. Занимал этот пост до 2 сентября 2014 года.

## Биография
Абил происходит с острова Танна, расположенного в самой южной провинции Тафеа. Его родителями были Джордж Явиньян и Нассаиу. Абил унаследовал знатный титул Янинико (глашатай вождя). Этот титул был дарован ему дедом, Ярамара (вождём) Танны Джо Яутимом. Абил возглавляет пресвитерианскую церковь на Вануату.
Абил занимал пост министра земель в первом независимом правительстве Вануату премьер-министра Уолтера Лини. С ноября 2004 по апрель 2005 года Абил исполнял обязанности омбудсмена. Значительное время проработал в частном секторе, был председателем Air Vanuatu.